# Hernando de Vega y Fonseca
Hernando de Vega y Fonseca (Olmedo, 1529 - Córdoba, 1591) fue un eclesiástico y hombre de estado español, contemporáneo de Felipe II.

## Biografía
Estudiante del Colegio Mayor de San Bartolomé de la universidad de Salamanca, fue sucesivamente inquisidor de Zaragoza, oidor de la Chancillería de Valladolid, consejero del Tribunal de la Suprema Inquisición, presidente de la Chancillería de Valladolid, de la de Granada, 
presidente del Consejo de Hacienda entre 1579 y 1584 y 
presidente del Consejo de Indias entre 1584 y 1591. En enero de este año, tras cesar en sus cargos políticos, fue nombrado obispo de Córdoba, en cuya dignidad murió pocos meses después.
| Predecesor: Juan de Ovando y Godoy       | Presidente del Consejo de Hacienda 1579 - 1584                 | Sucesor: Rodrigo Vázquez de Arce |
| Predecesor: Antonio de Padilla y Meneses | Presidente del Consejo de Indias Junio de 1584 - enero de 1591 | Sucesor: Pedro Moya de Contreras |
| Predecesor: Francisco Pacheco de Córdoba | Obispo de Córdoba Enero de 1591 - septiembre de 1591 †         | Sucesor: Pedro Portocarrero      |